# جرج‌تاون (مینه‌سوتا)
جرج‌تاون، مینه‌سوتا (به انگلیسی: Georgetown, Minnesota) یک شهر در ایالات متحده آمریکا است که در شهرستان کلی (ابهام‌زادیی) واقع شده‌است.

## خصوصیات
جرج‌تاون ۲٫۵۹ کیلومترمربع مساحت و ۱۲۹ نفر جمعیت دارد و ۲۶۹ متر بالاتر از سطح دریا واقع شده‌است.